# Nora Salomons
Eleonara Hermina Catharina (Nora) Salomons (Voorburg, 5 augustus 1945 – Amsterdam, 16 januari 2010) was een Nederlands politica. Zij was van 1972 tot 1986 lid van de Tweede Kamer der Staten-Generaal namens de Partij van de Arbeid.

## Levensloop

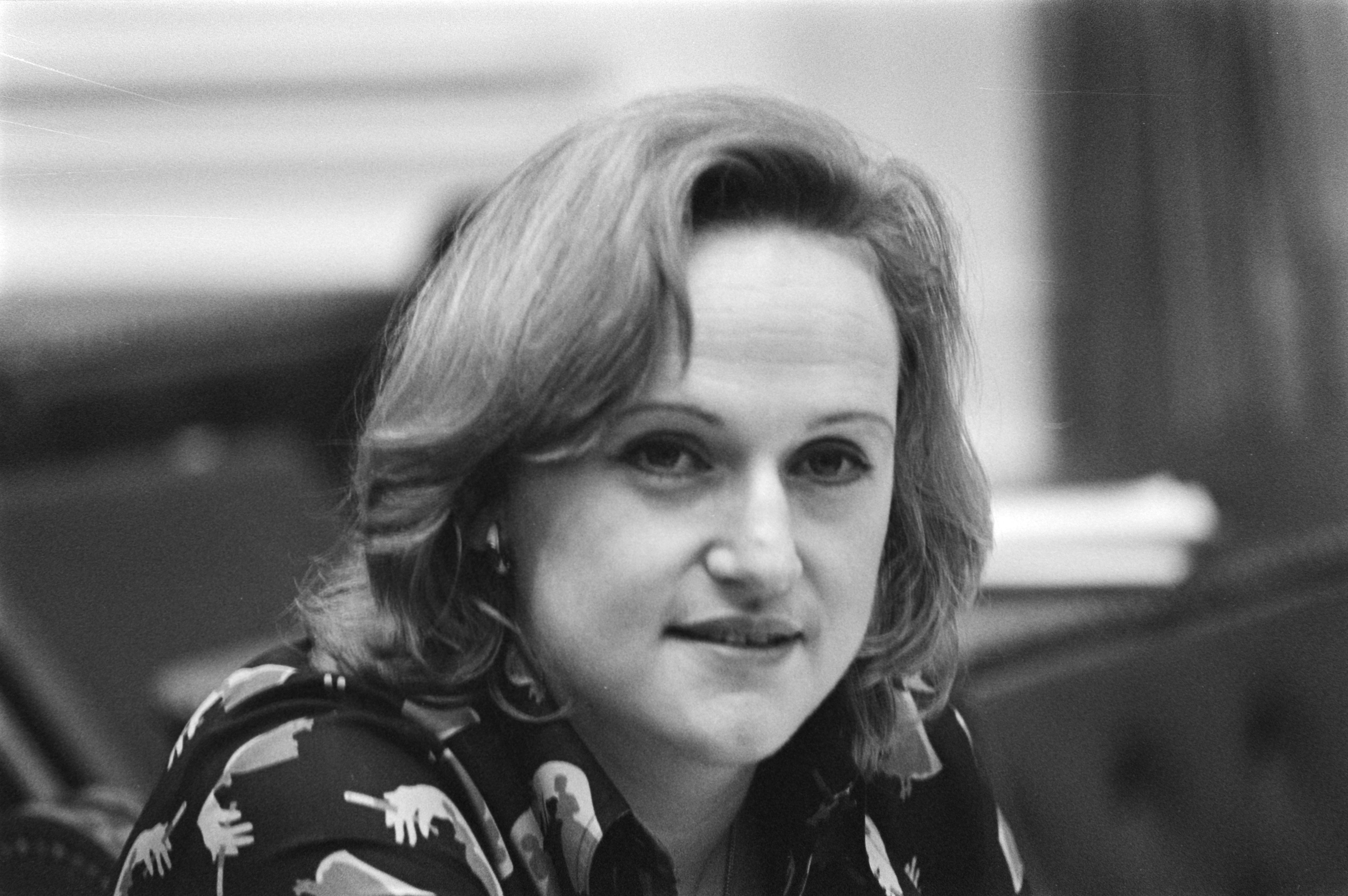
Salomons (1977)

Nora Salomons werd geboren in een Joodse, sociaaldemocratische slagersfamilie. Ze doorliep de lagere en middelbare school in Den Haag en studeerde in de jaren zestig Nederlands recht aan de Universiteit van Amsterdam. Ze was lid van de Socialistische Jeugd en werd tijdens haar studententijd actief binnen de PvdA. Ze was penningmeester en voorzitter van de afdeling Amsterdam-Zuid-I en sympathiseerde met de radicale vernieuwingsbeweging Nieuw Links. Op 27-jarige leeftijd werd Salomons bij de Tweede Kamerverkiezingen 1972 gekozen in het parlement.
In de Kamer was Salomons fractiewoordvoerder Midden- en Kleinbedrijf en volkshuisvesting en hield ze zich bezig met justitie en specifiek Amsterdamse aangelegenheden. Ze stemde in 1973 tegen de totstandkoming van het kabinet-Den Uyl. Met Jan Schaefer en Schelto Patijn diende zij in 1978 een initiatiefvoorstel in om de Woonruimtewet te wijzigen ten aanzien van het tegengaan van leegstand. Toen de Leegstandwet tot stand kwam werd het voorstel ingetrokken. In 1980 behoorde ze tot een minderheid binnen haar fractie die vóór een Nederlandse boycot van de Olympische Spelen in Moskou was. In de jaren tachtig was Salomons voorzitter van de vaste Kamercommissie voor het Midden- en Kleinbedrijf. Ook was zij voorzitter van de Interparlementaire Groep ten behoeve van Joden in de Sovjet-Unie. In 1985 werd ze onderscheiden als Ridder in de Orde van de Nederlandse Leeuw.
Bij de Tweede Kamerverkiezingen 1986 werd Salomons niet herkozen. Ze werd vervolgens per 1 januari 1987 Gemeentelijk Ombudsman in Amsterdam. Haar werkgebied werd later uitgebreid met de gemeenten Almere, Zaanstad en Weesp. Op 1 maart 2005 nam Salomons afscheid als ombudsman.
In 2004 stelde ze als eerste vrouw vragen over de werkwijze in de financiële sector. Ze signaleerde risico's omdat de salarissen afhankelijk waren gemaakt van verkoopresultaten. Haar protest richtte zich op de gevolgen die dit zou hebben voor ouderen en minder draagkrachtigen die minder waardevolle klanten zouden worden.
Ze vervulde - tijdens en na haar werkzame leven - diverse nevenfuncties. Zo was ze lid van het bestuur van het Prins Bernhardfonds, lid van de Raad voor de Journalistiek, bestuurslid van de Amsterdamse kunstenaarssociëteit Arti et Amicitiae en columnist van het voormalige dagblad Nieuws van de Dag. Voor de Tweede Kamerverkiezingen 1989 was ze lid van commissie kandidaatstelling van haar partij.
Ze overleed in 2010 op 64-jarige leeftijd.